# Oligacanthorhynchus aenigma
Oligacanthorhynchus aenigma är en hakmaskart som först beskrevs av August Reichensperger 1922.  Oligacanthorhynchus aenigma ingår i släktet Oligacanthorhynchus och familjen Oligacanthorhynchidae. Inga underarter finns listade i Catalogue of Life.